# Seth Pepper
Seth Pepper es un deportista estadounidense que compitió en natación. Ganó una medalla de plata en el Campeonato Mundial de Natación en Piscina Corta de 1993, en la prueba de 4 × 100 m libre.

## Palmarés internacional
| Campeonato Mundial en Piscina Corta | Campeonato Mundial en Piscina Corta | Campeonato Mundial en Piscina Corta | Campeonato Mundial en Piscina Corta |
| Año                                 | Lugar                               | Medalla                             | Prueba                              |
| ----------------------------------- | ----------------------------------- | ----------------------------------- | ----------------------------------- |
| 1993                                | Palma de Mallorca (España)          | Medalla de plata                    | 4 × 100 m libre                     |